# 南亞技術學院

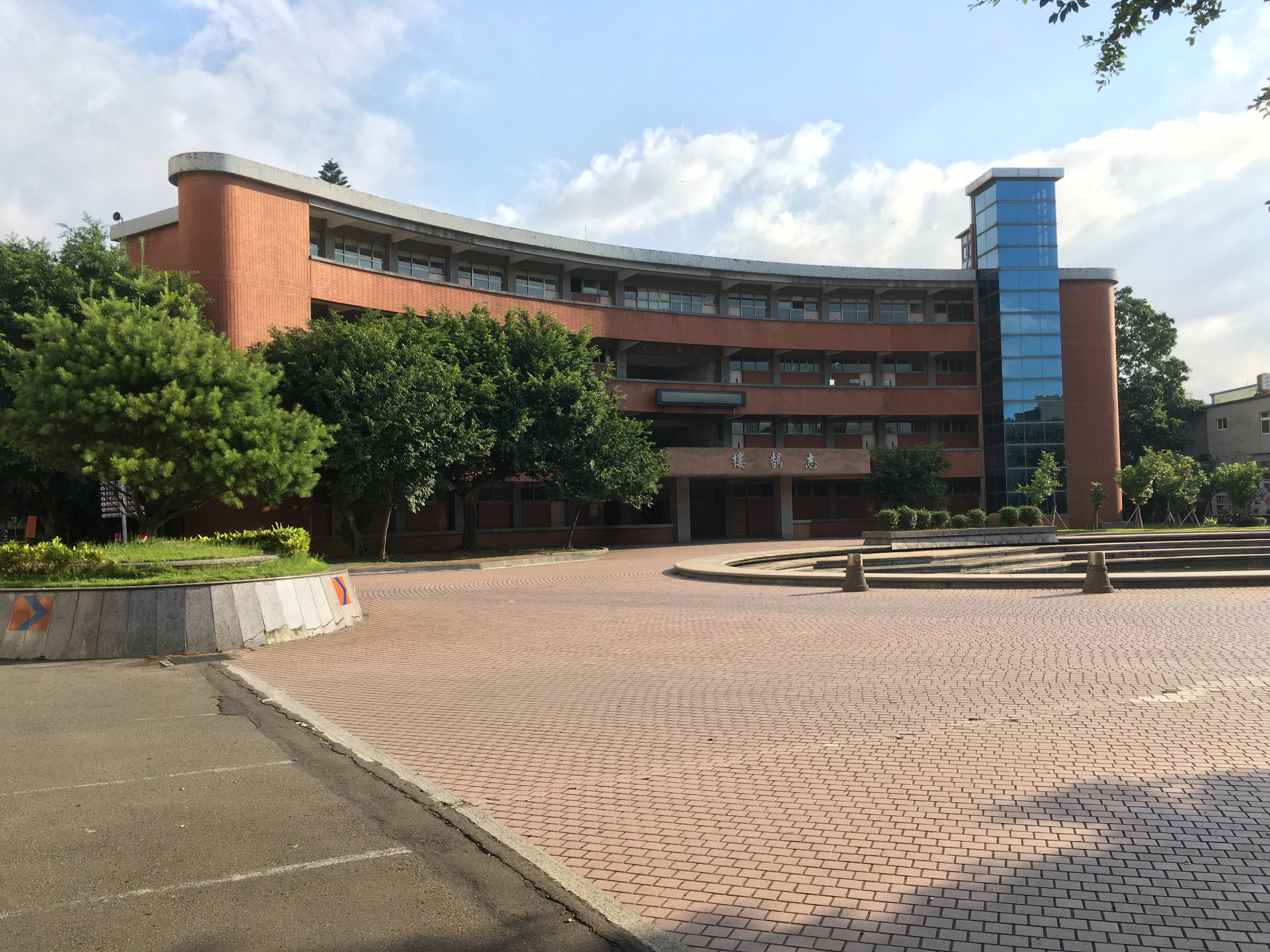
南亞技術學院志鵠樓

南亞科技學校財團法人南亞技術學院（英語：Nanya Institute of Technology），是位於臺灣桃園中壢的一所私立技術學院。共有7學系，招收四技、二技、二專、五專學生，配合國防部募兵計畫，於2018年成立「國防部南亞ROTC專業大學」。

## 簡介

### 沿革
1969年南亞工業技藝專科學校成立，為二年制專科學校，設紡織技術科、紡織機械科、印染化學科、纖維化學科。創辦人倪克定先生為首任董事長，謝東明先生為現任董事長。
1971年增設建築繪圖科，紡織機械科改名機械科。
1973年改名南亞工業專科學校，增設工業管理科，停招建築繪圖科，紡織技術科改名紡織科，印染化學科與纖維化學科合併為化工科印染化學組、纖維化學組。
1974年增設土木科，停招工業管理科。
1975年紡織科改名紡織工程科、機械科改名機械工程科、化工科改名化學工程科、土木科改名土木工程科。
1980年土木工程科改為三年制。
1981年建築繪圖科復招，改名建築工程科，機械工程科分設製造組與動力組。
1982年土木工程科改為二年制。
1983年化學工程科印染化學組改名化學工程科化學技術組，化學工程科纖維化學組改名化學工程科生產操作組。成立夜間部，設有機械工程科製造組、機械工程科動力組。
1989年機械工程科增設汽車組，夜間部增設土木工程科。
1994年改名南亞工商專科學校增設資訊管理科，夜間部增設紡織工程科。
1995年化學工程科生產操作組改名化學工程科生產工程組，夜間部增設資訊管理科。
1996年增設五年制應用外語科英文組。
1997年夜間部增設化學工程科、建築工程科。
1998年土木工程科分設營建組、環境工程組之分組。日、夜間部機械工程科動力組改名機械工程科自動化控制組。夜間部增設應用外語科。
1999年增設進修專科學校，設有機械工程科、資訊管理科。
2000年改制為南亞技術學院，夜間部改稱進修部。設有紡織工程系、機械工程系、化學工程系。二專日間部增設企業管理科、應用外語科。
2002年增設建築系、企業管理系、應用外語系。
2003年紡織工程系改名紡織科學系、紡織工程系管理組改名紡織科學系管理組。
2004年增設財務金融系、幼兒保育系。建築系增設室內設計組。
2005年增設觀光與休閒事業管理系、資訊工程系。機械工程系增設機電工程組。停招二專日間部資訊管理科、企業管理科、應用外語科。
2006年紡織科學系改名材料與纖維系，化學工程系改名化學工程與材料工程系、土木工程系工程技術組、資訊應用組、環境工程組，分別改名為土木與環境工程系不動產經營組、資訊應用組及環境工程組。
2009年增設材料應用科技研究所。機械工程系汽車組更名為機械工程系車輛工程組。
2010年5月拆除歷史悠久的中正堂。同年8月原址興建餐飲大樓。增設視覺傳達設計系、行銷與流通管理系，材料與纖維系增設創意流行設計組、化學工程與材料工程系增設化妝品應用組、建築系增設創意空間設計組。土木與環境工程系取消不動產經營組、資訊應用組整合為營建與不動產組。
2011年向教育部申請改名桃園創新技術學院。增設餐飲廚藝管理系、餐旅管理系。材料與纖維系創意流行設計組改名創意流行時尚設計系；化學工程與材料工程系化妝品應用組改名化妝品應用系；土木與環境工程系改名環境科技與管理系；應用外語系改名應用英語系；視覺傳達設計系增設數位媒體設計組之分組。
2012年2月1日改名桃園創新科技學校財團法人桃園創新技術學院。視覺傳達設計系取消數位媒體設計組之分組。觀光餐旅學群改名民生學群。應用英語系併入商管學群、幼兒保育系併入民生學群。
2013年申請改名桃園創新科技大學。獲教育部同意籌備改名科技大學，增設機械與機電工程碩士班。建築系取消室內設計組、創意空間設計組之分組，並改名室內設計系。
2014年餐旅管理系取消旅館管理組、餐飲管理組之分組。應用英語系改名觀光英語系。材料應用科技研究所改名應用科技研究所。停招財務金融系。
2015年停招觀光英語系。五專日間部恢復招生，設有車輛工程科、室內設計科、化妝品應用科、創意流行時尚設計科、觀光英語科。
2016年8月1日改名南亞科技學校財團法人南亞技術學院。
2017年停招應用科技研究所、視覺傳達設計系、創意流行時尚設計系、資訊管理系、行銷與流通管理系。取消原工程、商管、設計、民生等四學群。化妝品應用系改名美容與造型系、觀光與休閒事業管理系改名休閒事業管理系。
2018年3月配合國防部募兵計畫，成立「國防部南亞ROTC專業大學」，機械工程系車輛工程組四技在職專班取消分組。
2019年6月16日派出ROTC學生連參與陸軍官校95週年校慶。
2022年停招環境科技與管理系，休閒事業管理系、餐飲廚藝管理系併入休閒與餐旅管理系。

## 歷任校長
| 任別 | 姓名   | 任期                  | 備註 |
| ---- | ------ | --------------------- | ---- |
| 1    | 王志鵠 | 1969年-1990年         |      |
| 2    | 王安   | 1990年-1995年         |      |
| 3    | 黃鴻玉 | 1995年8月-2003年7月   |      |
| 4    | 陳建智 | 2003年8月-2009年7月   |      |
| 5    | 王春源 | 2009年8月-2012年7月   |      |
| 6    | 高文秀 | 2012年8月-？          |      |
| 7    | 王宇傑 | 2015年11月 -2017年7月 |      |
| 8    | 簡仁德 | 2017年8月-2021年7月   |      |
| 9    | 連信仲 | 2021年8月-2024年8月   |      |
| 10   | 張仁家 | 2024年8月-至今        |      |

## 學術單位
- 室內設計系
- 美容與造型系 (停招)
- 企業管理系 (停招)
- 資訊工程系
- 資訊工程系 (系統與網路工程組)
- 資訊工程系 (智慧科技應用組)
- 機械工程系
- 機械工程系 (車輛工程組)
- 幼兒保育系
- 休閒與餐旅管理系

## 南亞ROTC教育中心
- 教育中心
  - 主任：藍中賢 副校長
  - 總副主任：林南志 陸軍中校教官(R23期教官)兼學務長
  - 副主任：

鍾隆興 R21期教官
陳耀忠 R22期教官
林少文 R24期教官
- 實習營部
  - 實習營長 R21期⮕5月底由R22期學生接任
  - 實習副營長 R21期⮕5月底由R22期學生接任
  - 實習營輔導長 R21期⮕5月底由R22期學生接任
  - 實習營參謀主任 R21期⮕5月底由R22期學生接任

週五班
- R21期
  - 學一連⮕5月底轉為R22期
- R22期
  - 學二連⮕5月底轉為R23期
- R23期
  - 學三連⮕5月底轉為R24期
- R24期
  - 學四連⮕5月底後暫時空缺

週六班
- 外校生R21-24期⮕5月底轉為R22-24期
  - 學生連

## 參閲
- 發展典範科技大學計畫
- 獎勵大學教學卓越計畫

## 歷年日間部師生比及新生註冊率
- 112學年度日間部學生人數931，專任老師人數60，日間部師生比15.52（學生數/老師數）。

- 112學年度大學新生註冊率71.07%。
- 113學年度新生註冊率74.62%。

## 外部連結
- 南亞技術學院（页面存档备份，存于）
- 南亞招生資訊 （页面存档备份，存于）
- 南亞學分班、推廣課程 （页面存档备份，存于）
- 大專校院校務資訊公開平台（页面存档备份，存于）

1. ↑  .   [2023-01-14]. （原始内容存档于2023-01-01）.
2. ↑  教育部新生(含境外生)註冊率-以「校」統計
 （页面存档备份，存于）